# 加法的関数
数論における加法的関数（かほうてきかんすう、英: additive function）とは、正の整数 n についての数論的関数 f(n) であって、任意の互いに素な a と b に対し、その積の関数と、それらの関数の和が等しいようなもの、すなわち
f(ab) = f(a) + f(b)
を満たすようなもののことをいう。加法的関数 f(n) が完全加法的 (completely additive, totally additive) であるとは、全ての（互いに素でない場合も含む）正の整数 a と b に対して f(ab) = f(a) + f(b) が成立することをいう。f が完全加法的関数であるならば、f(1) = 0 である。
すべての完全加法的関数は加法的であるが、その逆は成立しない。

## 例
完全加法的な数論的関数の例を以下に挙げる：
- 対数関数の自然数 N への制限。

- 素因数 p の n における重複度 (multiplicity)、すなわち n を割り切るような pm の最大のべき指数 m。

- a0(n)： n の重複も含めた素因数の和（オンライン整数列大辞典の数列 A001414）。sopfr(n), n のポテンシー (potency)、あるいは n の整対数 (integer logarithm) と呼ばれることがある。例：

a0(4) = 2 + 2 = 4
a0(20) =  a0(22 ⋅ 5) = 2 + 2 + 5 = 9
a0(27) = 3 + 3 + 3 = 9
a0(144) = a0(24 ⋅ 32) = a0(24) + a0(32) = 8 + 6 = 14
a0(2,000) = a0(24 ⋅ 53) = a0(24) + a0(53) = 8 + 15 = 23
a0(2003) = 2003
a0(54032858972279) = 1240658
a0(54032858972302) = 1780417
a0(20802650704327415) = 1240681
- Ω(n)： n の素因数の重複も含めた総数。ビッグオメガ関数 (big omega function) とも呼ばれる（オンライン整数列大辞典の数列 A001222）。例：

Ω(1) = 0, なぜならば 1 は素因数を持たないから
Ω(4) = 2
Ω(24) = Ω(23 ⋅ 31) = 3 + 1 = 4
Ω(27) = 3
Ω(144) = Ω(24 ⋅ 32) = Ω(24) + Ω(32) = 4 + 2 = 6
Ω(2000) = Ω(24 ⋅ 53) = Ω(24) + Ω(53) = 4 + 3 = 7
Ω(2001) = 3
Ω(2002) = 4
Ω(2003) = 1
Ω(54032858972279) = Ω(11 ⋅ 19932 ⋅ 1236661) = 4
Ω(54032858972302) = Ω(2 ⋅ 72 ⋅ 149 ⋅ 2081 ⋅ 1778171)= 6
Ω(20802650704327415) = Ω(5 ⋅ 7 ⋅ 112 ⋅ 19932 ⋅ 1236661) = 7
続いて、加法的であるが完全加法的ではない数論的関数の例を挙げる：
- ω(n)： n の異なる素因数の総数（オンライン整数列大辞典の数列 A001221）。例:

ω(4) = 1
ω(20) =  ω(22 ⋅ 5) = 2
ω(27) = 1
ω(144) = ω(24 ⋅ 32) = ω(24) + ω(32) = 1 + 1 = 2
ω(2000) = ω(24 ⋅ 53) = ω(24) + ω(53) = 1 + 1 = 2
ω(2001) = 3
ω(2002) = 4
ω(2003) = 1
ω(54032858972279) = 3
ω(54032858972302) = 5
ω(20802650704327415) = 5
- a1(n)： n の異なる素因数の和。sopf(n) とも呼ばれる（オンライン整数列大辞典の数列 A008472）。例：

a1(1) = 0
a1(4) = 2
a1(20) = 2 + 5 = 7
a1(27) = 3
a1(144) = a1(24 ⋅ 32) = a1(24) + a1(32) = 2 + 3 = 5
a1(2000) = a1(24 ⋅ 53) = a1(24) + a1(53) = 2 + 5 = 7
a1(2001) = 55
a1(2002) = 33
a1(2003) = 2003
a1(54032858972279) = 1238665
a1(54032858972302) = 1780410
a1(20802650704327415) = 1238677

## 乗法的関数
任意の加法的関数 f(n) を用いて、乗法的関数 g(n), すなわち、互いに素な a と b に対して
g(ab) = g(a) × g(b)
を満たすような関数を作ることは簡単である。例えば、g(n) = 2f(n) とおけばよい。